# Vlag van Assesse
De vlag van Assesse is op 1 april 2000 en nogmaals op 19 juni 2000 bij raadsbesluit vastgesteld als de vlag van de Naamse gemeente Assesse. De vlag kan als volgt worden beschreven:
Blauw met een gele schuinbalk en drie gele cirkels in elke helft van de vlag, geplaatst met 2:1 in de bovenste helft en 1:2 in de onderste helft.
De vlag is volledig gebaseerd op het gemeentewapen en ziet er dus helemaal hetzelfde uit.